# Kurtuazja
Kurtuazja (z fr. courtoisie) – uprzejmość, wyszukana grzeczność, galanteria, stosowny gest. W średniowieczu bardzo mocno związana z zasadami etykiety.